# Ancre (symbole)
Pour les articles homonymes, voir Ancre.

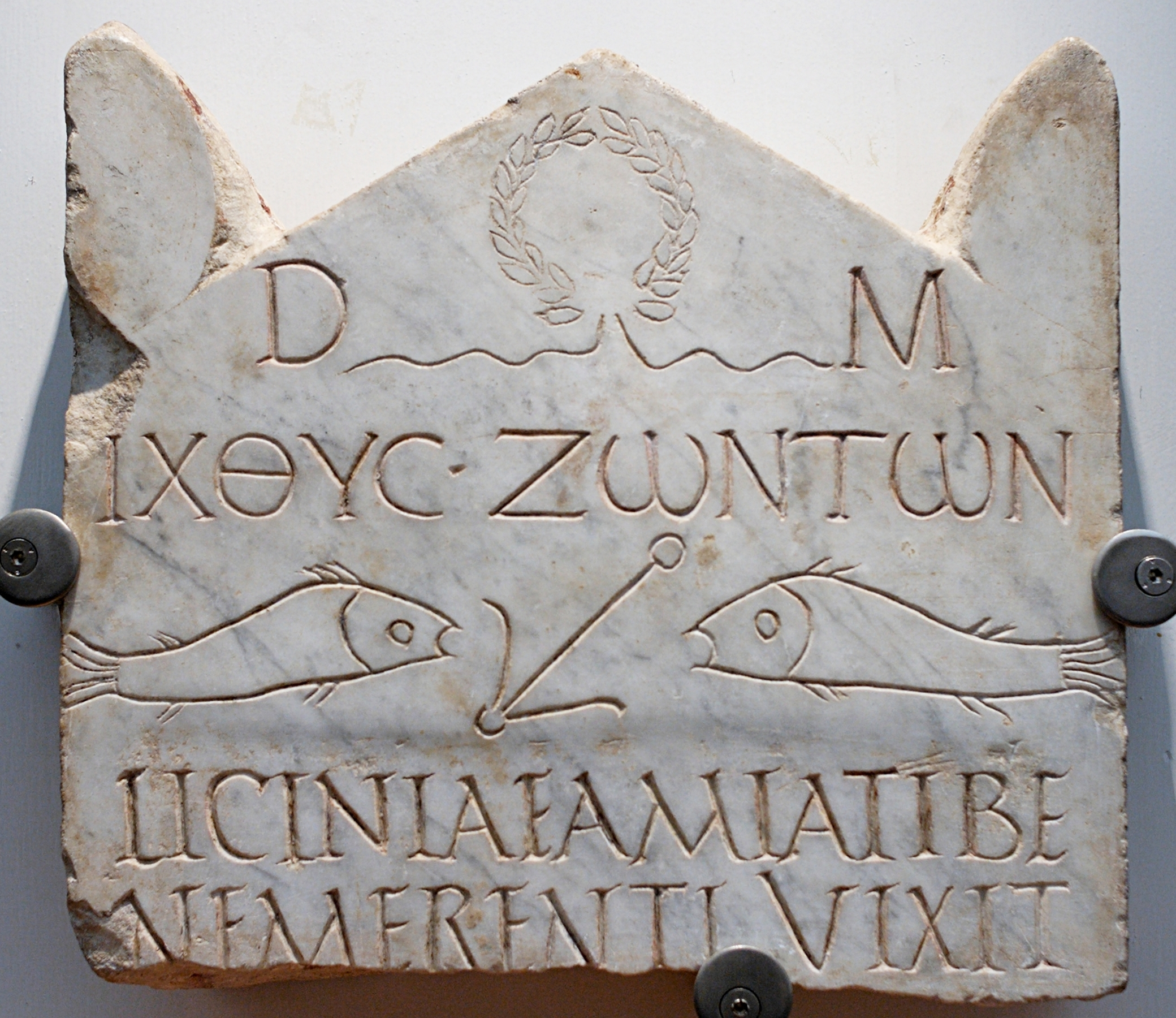
Stèle de Licinia ΙΧΘΥΣ ΖΩΝΤΩΝ signifie poisson des vivants

L’ancre est un symbole du christianisme primitif. On la trouve fréquemment représentée au IIe et IIIe siècles   dans les catacombes et les cimetières chrétiens de Rome (catacombes de sainte Domitille, saint Sébastien, sainte Priscille, sainte Agnès et le  majus Coemetarium) et les sarcophages (sarcophages de Brignoles, Tipaza). Elle était aussi gravée sur des bagues, des gemmes.

## Un symbole

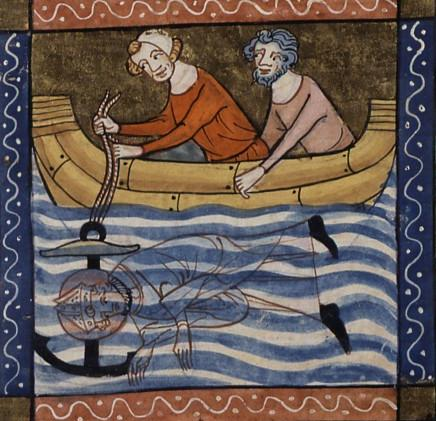
Martyre de saint Clément, dans La Légende dorée de saint Jacques de Voragine. Richard de Montbaston. XIVe, enluminure.

L'ancre symbolisait l’espérance mais aussi la fermeté dans la foi, la conscience, la pauvreté et les tribulations et le salut. Une signification est donnée dans l’Épître aux Hébreux (6:19) : « Nous avons cette espérance comme une ancre pour l’âme, ferme et sûre ».
Paulin de Nole, invoquant son saint patron, s’écrie : « Qu’en toi soit pour mon cœur fixée l’ancre de la double vie ». De fait elle est parfois liée à deux poissons, peut-être symboles de cette double vie, comme sur l'épitaphe de la tombe de Licinia avec le mot « Ichtus » « Poisson (ou Christ) des Vivants » et deux poissons. Elle pouvait aussi symboliser l'une des trois vertus théologales : l'espérance, comme la Croix camarguaise de nos jours. On la trouve associée au symbole de la croix (tau), du poisson (et à l’acronyme Ichtus) et bien sûr à la barque, et à la lettre E pour SPES ou à Pax tecum, Pax tibi, in pace.
Vers 99, le Pape Clément de Rome aurait été précipité à la mer avec une ancre attachée autour du cou, comme Jonas. L'ancre pourrait ainsi symboliser à partir du Ier siècle la primauté de Rome et du Pape, tête (chef) de l'Église.
Plus tard, Clément d'Alexandrie mentionne l'ancre comme un symbole autorisé des chrétiens, avec le poisson (ichtus). Dans son ouvrage appelé Le Pédagogue, pour les catéchumènes, il écrit : « les signes qui doivent distinguer le chrétien sont une colombe, un poisson, une nacelle portée à pleine voile vers le Ciel et l'ancre marine (anchora nautica). »